# Joy Sunday
Joy Sunday (* 25. September 1996 in Staten Island, New York) ist eine US-amerikanische Schauspielerin, Regisseurin und Filmproduzentin in Film und Fernsehen. Bekannt wurde sie in ihrer wiederkehrenden Rolle als Bianca Barclay in der Netflix-Serie Wednesday.

## Leben und Ausbildung
Joy Sunday wurde in Staten Island, New York, als Tochter einer nigerianischen Familie geboren. Sie war an der Fiorello H. LaGuardia High School of Music & Art and Performing Arts in New York City, bevor sie an der USC School of Cinematic Arts in Los Angeles studierte,  wo sie einen Abschluss in Kritische Theorie machte. Neben ihrem Studium arbeitete sie als Filmemacherin am Tribeca Film Institute und produzierte mehrere Kurzfilme, u. a. Beautiful Hair und Darling, bei denen sie auch Regie führte.

## Karriere
2018 gab Joy Sunday ihr Fernsehdebüt in der Serie MacGyver. Zuvor hatte sie bereits mehrere kleine Rollenauftritte in Filmen. 2020 trat sie der Screen Actors Guild bei, nachdem sie eine Rolle in Bad Hair erhielt. Sie hatte eine Nebenrolle als Sophia im Film Shithouse. Weitere Nebenrollen erhielt sie 2021 in
Der Betatest und 2022 in Dog. Bekannt wurde sie in ihrer Rolle der
Bianca Barclay in der Netflix-Serie Wednesday unter der Regie von Tim Burton. Sie wird auch 2025 in der zweiten Staffel zu sehen sein.

## Filmografie (Auswahl)
- 2014: Embody (Kurzfilm)
- 2017: Darling (Kurzfilm)
- 2017: Joy (Kurzfilm)
- 2018: MacGyver (Fernsehserie, 1 Folge)
- 2018: Alive, Again (Kurzfilm)
- 2018: Yas Kween (Fernsehserie, 5 Folgen)
- 2019: Callback (Kurzfilm)
- 2019: Her Mind in Pieces
- 2019: Carol's Second Act (Fernsehserie, 1 Folge)
- 2019: Good Trouble (Fernsehserie, 1 Folge)
- 2020: Bad Hair
- 2020: Shithouse[6]
- 2020: Take My Heart (Kurzfilm)
- 2021: Limelight (Kurzfilm)
- 2021: Der Betatest[7]
- 2021: Dear White People (Fernsehserie, 1 Folge)
- 2022: Dog – Das Glück hat vier Pfoten[8]
- seit 2022: Wednesday[2]
- 2023: Rise
- 2024: Under the Unfluencer